# عميل متوقع مؤهل
العميل المتوقع المؤهل هو أي مؤسسة تُعرِب عن حاجتها إلى منتجات أو خدمات البائع.
هناك الكثير من الجدل في مجال المبيعات حول طبيعة العميل المحتمل «المؤهل» فعليًا. يقوم معظم العاملين في مجال المبيعات بتطبيق مجموعة فريدة من المتغيرات الخاصة بهم من أجل تحديد ما إذا كان العميل المحتمل «مؤهلًا» بشكل فعلي أم لا.
بصورة عامة يجب على العاملين في مجال المبيعات معرفة مجموعة من البيانات المنفصلة لتحديد ما إذا كان «العميل المحتمل» سيصبح مؤهلًا أم لا. ومن هذه المتغيرات: الاحتياجات التجارية والتصريح بمزاولة الأعمال التجارية (المالية أو التشغيلية) والأموال أو الميزانية و«المشتري الاقتصادي»، أو بعبارة أخرى الأفراد الذين من شأنهم تحقيق أقصى ربح (أو أقصى خسارة) في حال الحصول (أو عدم الحصول) على البضائع أو الخدمات.
هناك عنصر آخر في عملية الشراء عادةً ما يُشار إليه إما باسم «المؤثر» أو «المخرب», وهو شخص يمارس قدرًا كبيرًا من السيطرة أو النفوذ في عملية الشراء بالرغم من أنه ليس ذا سلطة مالية أو تشغيلية.